# Schloss Ovelgönne

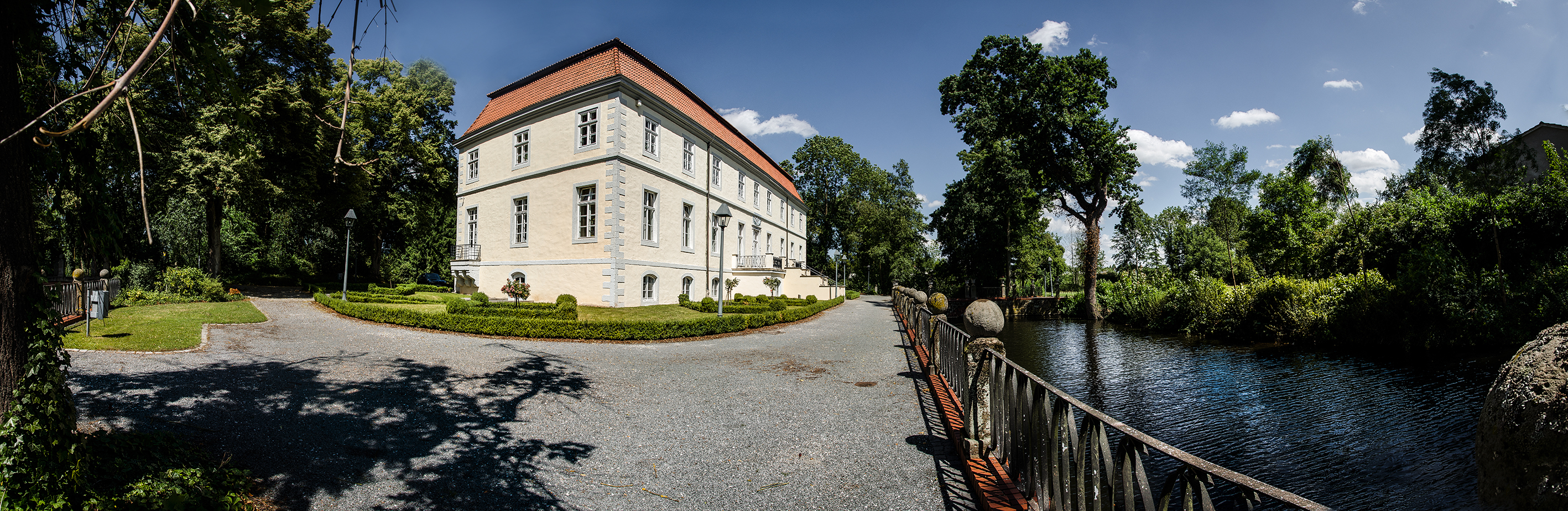
Panoramaaufnahme der Vorderseite

Schloss Ovelgönne ist ein im 17. Jahrhundert südlich des Wiehengebirges errichtetes Wasserschloss im Stadtteil Eidinghausen der Stadt Bad Oeynhausen im Kreis Minden-Lübbecke.

## Geschichte

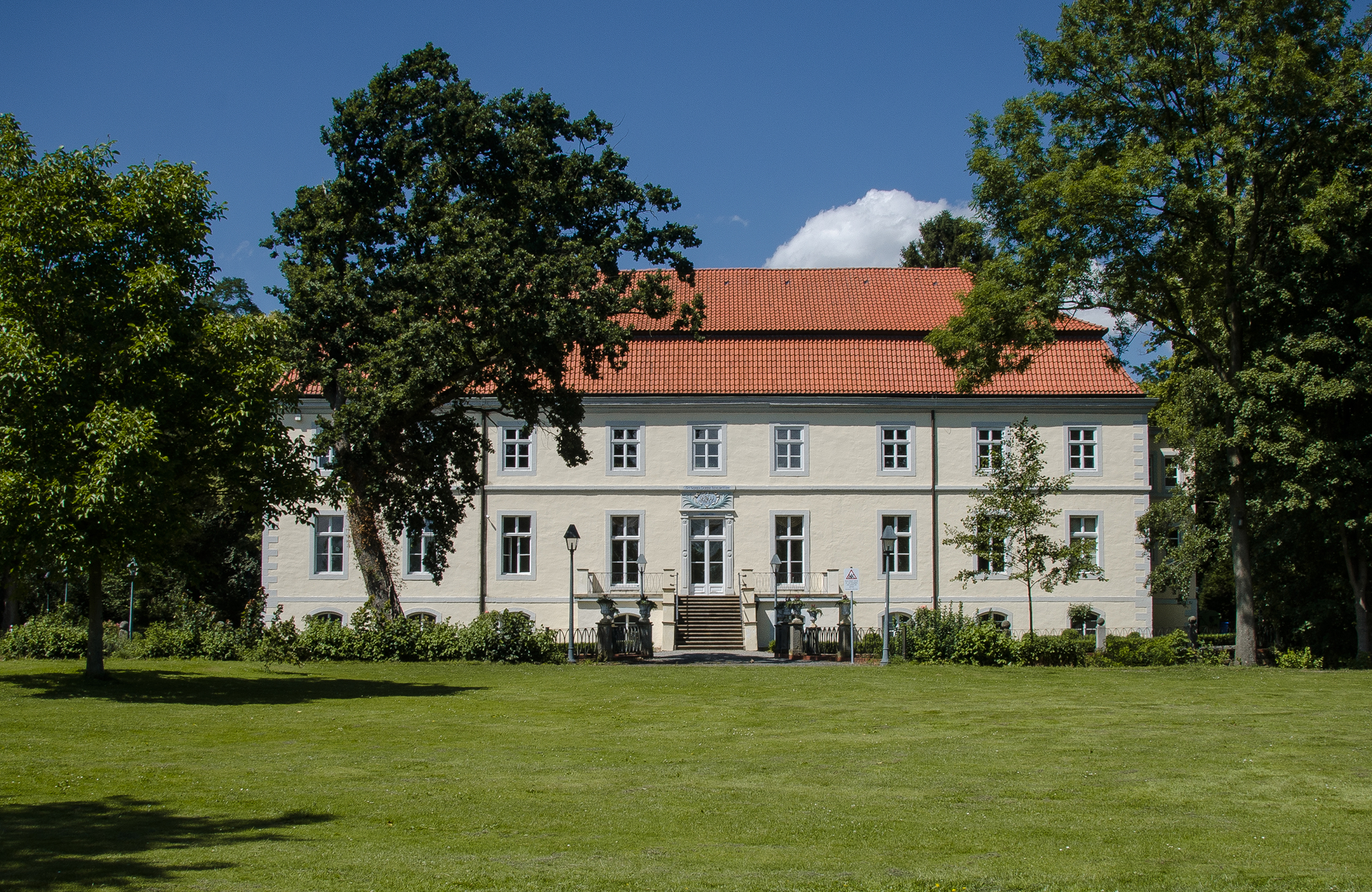
Rückseite des Schlosses

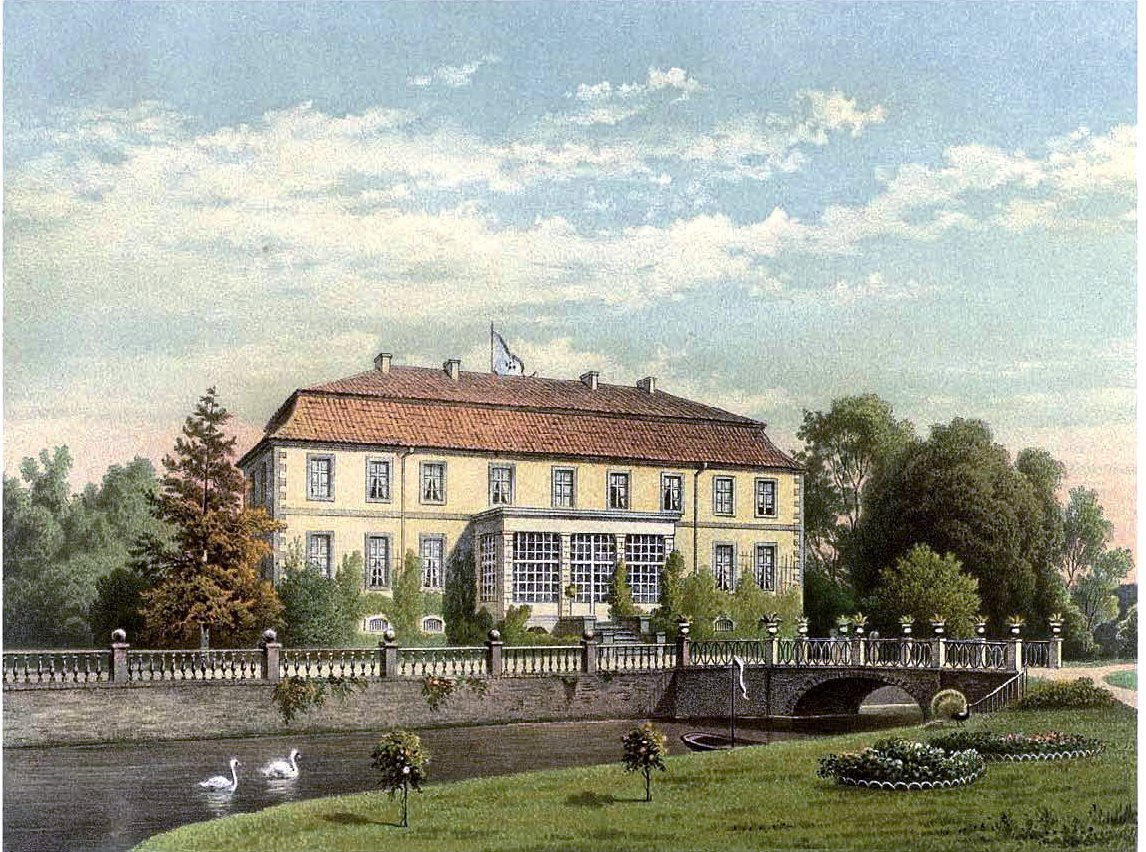
Schloss Ovelgönne um 1860, Sammlung Alexander Duncker

Das Gut Ovelgönne wurde 922 erstmals urkundlich erwähnt, es ist damit einer der ältesten Adelssitze im Kreis Minden-Lübbecke. Ovelgönne war im Besitz des Abdinghofklosters in Paderborn. 1126 wurde das Gut als „kleines Gut in Edinhusen“ erwähnt. Papst Lucius III. bestätigte dem Kloster 1183 den Besitz.
Im Rahmen eines Tauschvertrages erhielt Bischof Dietrich von Minden am 28. August 1353 das Gut und die Mühle. Am 13. Juli 1362 wurde das Gut, wie auch das Schloss Haddenhausen, vom Mindener Bischof Gerhard an Ludolf von Mönnichhusen (Münchhausen) verpfändet, dessen Nachkommen jahrelang die Herren von Ovelgönne waren. Als Lösegeld wurde Ovelgönne im Jahre 1400 an Simon und Bernhard von Lippe verpfändet.
Um 1458 wurde das Gut erstmals „Ovelgünne“ genannt. Die seit 1550 mit Bernd von Reden-Pattensen verheiratete Agnes von Münchhausen, Tochter Alberts, wurde 1587 Erbin von Ovelgönne. Später wurde Bernd von Reden-Pattensen als Besitzer Ovelgönnes erwähnt, der sich Herr auf Ovelgönne und Pattensen nannte. Der Sohn Bernd Ernst von Reden war Landdrost von Minden, sein Enkel Bernd Ernst von Reden Domherr zu Minden. Bis 1733 verblieb das Gut im Eigentum der Familie von Reden und von Schloen, die letzten Angehörigen setzten 1733 die katholische Mission in Vlotho als Erbe ein.

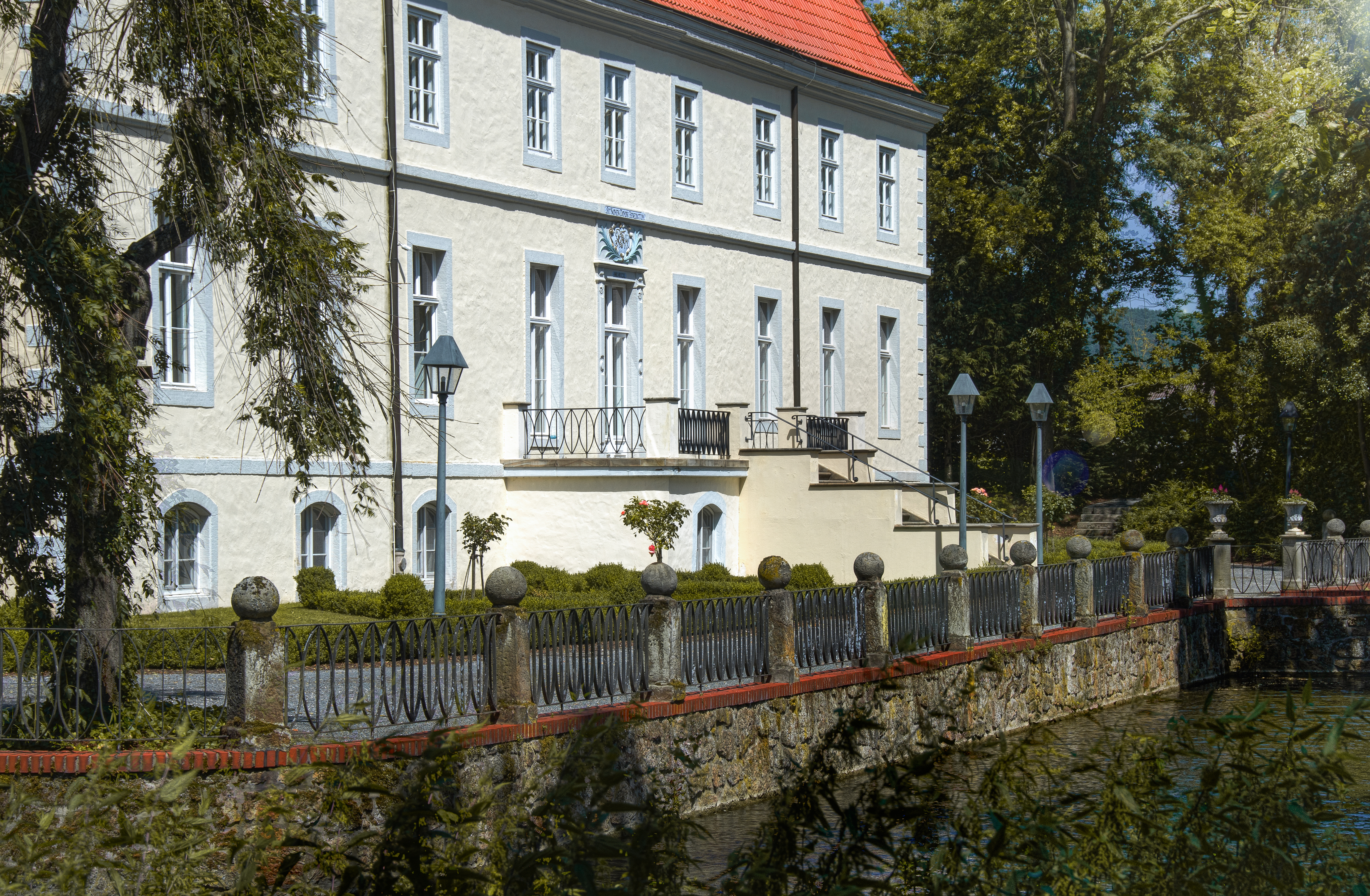
Schloss Ovelgönne in der Nahansicht

1738 kaufte Johann Friedrich von Weißenfels das Gut und renovierte es 1740 vollständig. In den folgenden Jahren wechselte das Eigentum häufig und Mitte des 18. Jahrhunderts wurde das ursprüngliche Gut zu einer barocken Anlage ausgebaut. In der ersten Hälfte des 20. Jahrhunderts verfiel das Schloss zunehmend. 1940 kaufte deshalb die Gemeinde Eidinghausen das Anwesen für 50.000 Reichsmark, um es für städtische Zwecke umzubauen, was aufgrund des Kriegsendes aber nicht mehr stattfand. Nach dem Krieg diente das Haus u. a. als Altenheim. 1981 begann die Stadt Bad Oeynhausen, Schloss Ovelgönne als Bürgerzentrum umzubauen.

## Heutige Nutzung

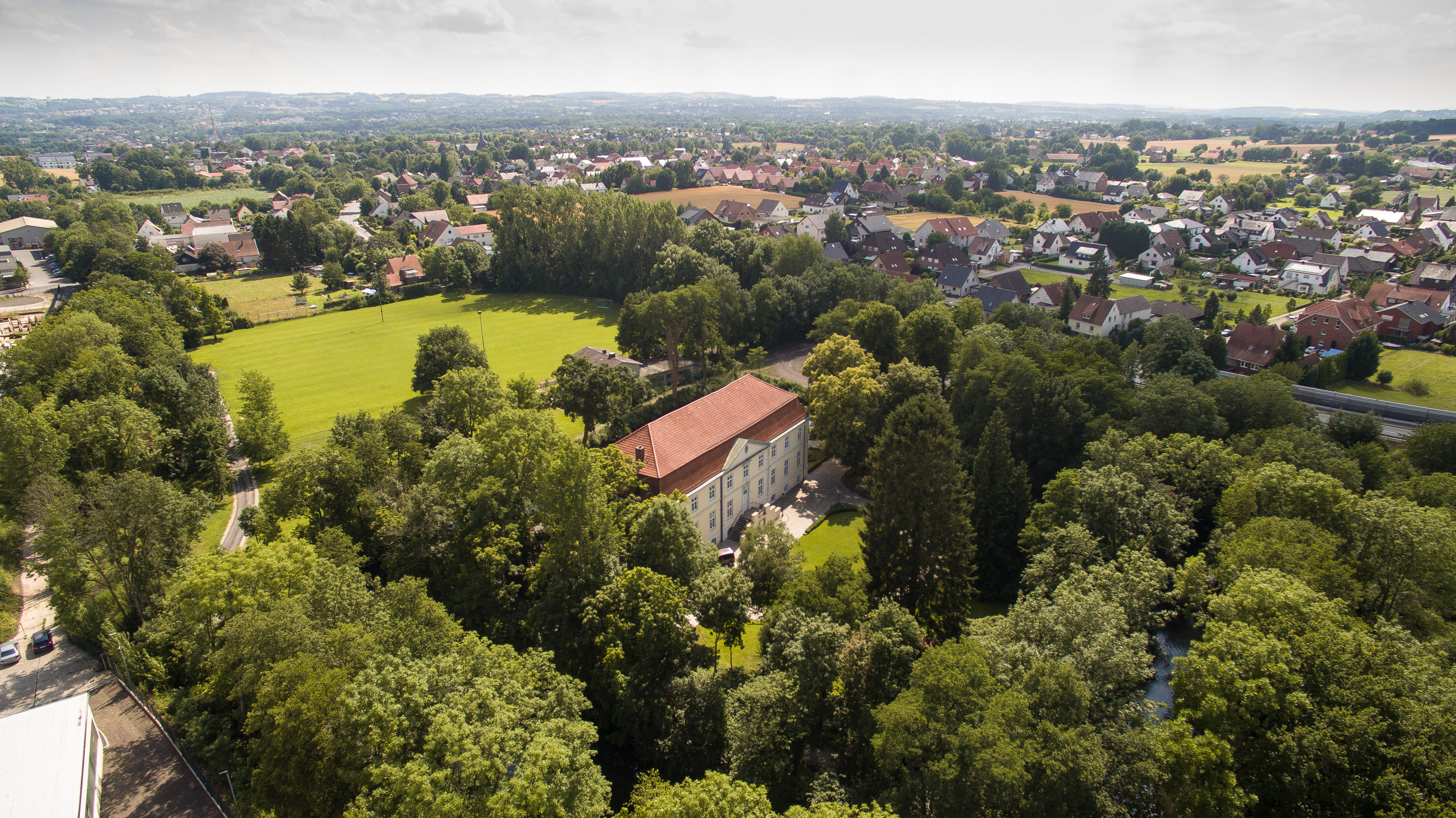
Luftaufnahme des Schlosses

Das Gelände rund um das Schloss ist frei zugänglich, sofern keine Veranstaltungen laufen. Nachdem es zunächst von der Stadt Bad Oeynhausen als Bürgerhaus genutzt wurde, ist es seit 2013 an die Schloss Ovelgönne Verwaltungs GmbH & Co. KG verpachtet, die das Schloss zwischen 2014 und 2017 umfangreich und aufwendig renoviert und modernisiert hat. Das Schloss Ovelgönne wird heute als gehobene Tagungs- und Eventlocation betrieben und ist eine beliebte Location für Hochzeitsfeiern, Privatfeiern und Firmenfeiern aber auch Business-Events wie Tagungen, Schulungen, Messen und Kongresse. Das Wasserschloss kann zudem für Fotoshootings aller Art gebucht werden. Die Schlossverwaltung organisiert zudem regelmäßig Konzerte, Seminare und Fachkongresse. Einmal im Monat werden von der Stadt Bad Oeynhausen standesamtliche Trauungen im Schloss durchgeführt.